# Bahnstrecke Scarborough–Whitby
| Spurweite: | 1435 mm (Normalspur) |                                                    |                                                    |
| |                      |                                                    |                                                    |
| \| \| \| Strecke von Saltburn-by-the-Sea \| \| \| \| \| Whitby West Cliff \| \| \| \| \| Whitby Town \| \| \| \| \| Prospect Hill Junction \| \| \| \| \| \| \| \| \| \| Bog Hall Junction \| \| \| \| \| Whitby and Pickering Railway \| \| \| \| \| Larpool Viaduct (über den Esk) \| \| \| \| \| \| \| \| \| \| Hawsker \| \| \| \| \| Robin Hood’s Bay \| \| \| \| \| Fyling Hall \| \| \| \| \| Ravenscar-Tunnel \| \| \| \| \| Ravenscar \| \| \| \| \| Staintondale \| \| \| \| \| Hayburn Wyke \| \| \| \| \| Cloughton \| \| \| \| \| Scalby \| \| \| \| \| Scalby Viaduct (über den Scalby Beck) \| \| \| \| \| Gbf. Gallows Close \| \| \| \| \| Falsgrave-Tunnel \| \| \| \| \| Scarborough Londesborough Road \| \| \| \| \| Scarborough \| \| \| \| \| Falsgrave Junction \| \| \| \| \| Strecke nach York, Strecke nach Kingston upon Hull \| \| |                      |                                                    |                                                    |
| Strecke (außer Betrieb) |                      | Strecke von Saltburn-by-the-Sea                    | Strecke von Saltburn-by-the-Sea                    |
| Bahnhof (Strecke außer Betrieb) |                      | Whitby West Cliff                                  | Whitby West Cliff                                  |
| Strecke (außer Betrieb) · Kopfbahnhof Streckenanfang |                      | Whitby Town                                        | Whitby Town                                        |
| Strecke von links (außer Betrieb) · Abzweig geradeaus und nach rechts (Strecke außer Betrieb) · Strecke |                      | Prospect Hill Junction                             | Prospect Hill Junction                             |
| Strecke (außer Betrieb) · Strecke geradeaus (außer Betrieb) · Strecke |                      |                                                    |                                                    |
| Strecke nach links (außer Betrieb) · Kreuzung (Strecken außer Betrieb) · Abzweig geradeaus und ehemals nach rechts |                      | Bog Hall Junction                                  | Bog Hall Junction                                  |
| Kreuzung (Strecke geradeaus außer Betrieb) · Strecke nach rechts |                      | Whitby and Pickering Railway                       | Whitby and Pickering Railway                       |
| |                      | Larpool Viaduct (über den Esk)                     |                                                    |
| Strecke (außer Betrieb) |                      |                                                    |                                                    |
| Bahnhof (Strecke außer Betrieb) |                      | Hawsker                                            | Hawsker                                            |
| Bahnhof (Strecke außer Betrieb) |                      | Robin Hood’s Bay                                   | Robin Hood’s Bay                                   |
| Bahnhof (Strecke außer Betrieb) |                      | Fyling Hall                                        | Fyling Hall                                        |
| Tunnel (Strecke außer Betrieb) |                      | Ravenscar-Tunnel                                   | Ravenscar-Tunnel                                   |
| Bahnhof (Strecke außer Betrieb) |                      | Ravenscar                                          | Ravenscar                                          |
| Bahnhof (Strecke außer Betrieb) |                      | Staintondale                                       | Staintondale                                       |
| Bahnhof (Strecke außer Betrieb) |                      | Hayburn Wyke                                       | Hayburn Wyke                                       |
| Bahnhof (Strecke außer Betrieb) |                      | Cloughton                                          | Cloughton                                          |
| Bahnhof (Strecke außer Betrieb) |                      | Scalby                                             | Scalby                                             |
| Brücke über Wasserlauf (Strecke außer Betrieb) |                      | Scalby Viaduct (über den Scalby Beck)              | Scalby Viaduct (über den Scalby Beck)              |
| Dienststation / Betriebs- oder Güterbahnhof (Strecke außer Betrieb) |                      | Gbf. Gallows Close                                 | Gbf. Gallows Close                                 |
| Tunnel (Strecke außer Betrieb) |                      | Falsgrave-Tunnel                                   | Falsgrave-Tunnel                                   |
| Bahnhof (Strecke außer Betrieb) |                      | Scarborough Londesborough Road                     | Scarborough Londesborough Road                     |
| Strecke (außer Betrieb) · Kopfbahnhof Streckenanfang |                      | Scarborough                                        | Scarborough                                        |
| Abzweig ehemals geradeaus und von links · Strecke nach rechts |                      | Falsgrave Junction                                 | Falsgrave Junction                                 |
| Strecke |                      | Strecke nach York, Strecke nach Kingston upon Hull | Strecke nach York, Strecke nach Kingston upon Hull |

Die Bahnstrecke Scarborough–Whitby war eine Bahnlinie, die in der englischen Grafschaft North Yorkshire entlang der Nordseeküste von Scarborough nach Whitby führte. 
Die Strecke wurde 1965 aufgrund von Einsparungsplänen der British Rail (siehe Beeching-Axt) stillgelegt. Das Gleisbett wurde in einen Bahntrassenradweg umgewandelt, der nun einen Teil der Route 1 des National Cycle Network sowie der Moor to Sea Cycle Route darstellt.
Die Besitzer der nahegelegenen North Yorkshire Moors Railway hatten ursprünglich den Kauf der Bahnstrecke geplant, was jedoch aufgrund zu hoher Kosten scheiterte, sodass sie sich für die andere Bahnstrecke entschieden.
An der Küste Yorkshires besteht weiterhin die Hoffnung, dass die Strecke von Scarborough nach Whitby eines Tages als Museumsbahn parallel zu einem Radweg wiedereröffnet werden kann. 

## Einzelnachweise

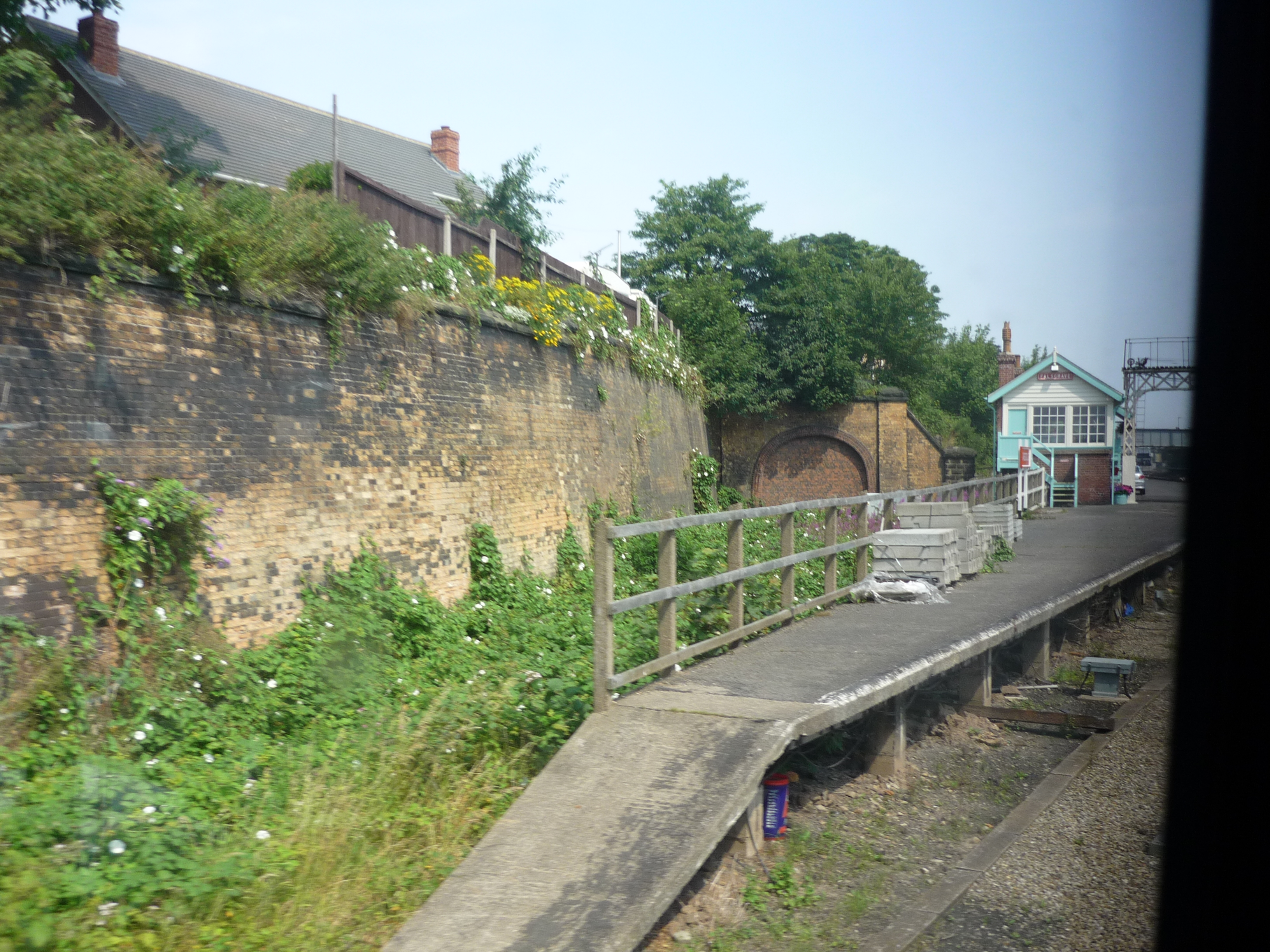
Südportal des alten Falsgrave-Tunnels, direkt neben dem Bahnhof Scarborough
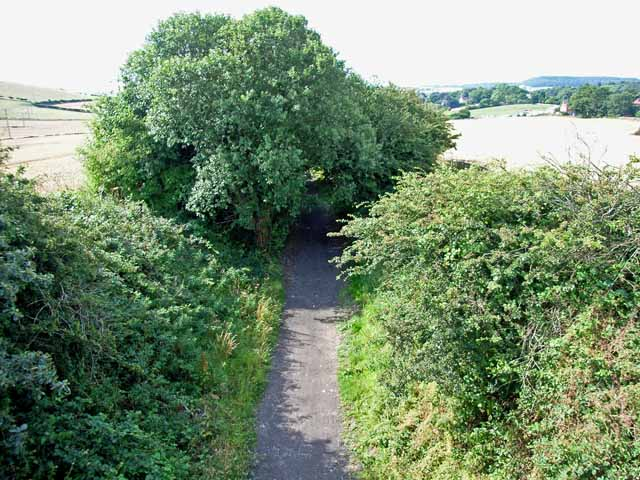
Radweg nahe Cloughton